# Aeroportul Knee Lake
Aeroportul Knee Lake (IATA: YKE) este un aeroport din Manitoba, Canada. Aeroportul a fost tranzitat în 2018 de 0 pasageri.
Situat la o altitudine de 191 m, aeroportul dispune de o singură pistă.